# أليخاندرو ري
أليخاندرو ري (بالإسبانية: Alejandro Rey) هو ممثل أرجنتيني، ولد في 8 فبراير 1930 ببوينس آيرس في الأرجنتين، وتوفي في 21 مايو 1987 بلوس أنجلوس في الولايات المتحدة.

## أعمال

### مسلسلات
- دالاس

## وصلات خارجية
- أليخاندرو ري على موقع IMDb (الإنجليزية)
- أليخاندرو ري على موقع ألو سيني (الفرنسية)
- أليخاندرو ري على موقع ميوزك برينز (الإنجليزية)
- أليخاندرو ري على موقع تيرنر كلاسيك موفيز (الإنجليزية)
- أليخاندرو ري على موقع أول موفي (الإنجليزية)
- أليخاندرو ري على موقع قاعدة بيانات الأفلام السويدية (السويدية)
- أليخاندرو ري على موقع إن إن دي بي (الإنجليزية)
- أليخاندرو ري على موقع قاعدة بيانات الفيلم (الإنجليزية)
- أليخاندرو ري على موقع كينوبويسك (الروسية)